# ثر البروستاتة
ثر البروستاتة أو ثر الموثة أو سلس سائل الودي (بالإنجليزية: Prostatorrhea) هوَ التدفق غير الطبيعي لإفرازات البروستاتا، وغالباً ما يرتبط هذا التدفق مع الإجهاد الحاصل أثناء التبول أو التبرز.